# Sodfarvet skråpe
 Denne artikel bør gennemlæses af en person med fagkendskab for at sikre den faglige korrekthed.
    Bl.a. Taksoboksen − Desuden bør det kontrolleres at teksten ikke er kopieret fra Politikens fuglebog der opgives som reference af artikelopretter

Sodfarvet skråpe (Puffinus griseus) har navn efter sin ensfarvede sodbrune fjerdragt, der på lang afstand virker helt sort. Den er noget større end almindelig skråpe og er som denne en elegant og fremragende flyver. Sodfarvet skråpe er en typisk havfugl, der kun kommer til land for at yngle. Fra ynglepladserne i Sydatlanten, hvoraf Falklandsøerne er det nærmeste større yngleområde foretages lange vandringer om vinteren (dvs. vores sommer) til Nordatlanten, hvor de først dukker op langs de amerikanske kyster i forårs- og sommermånederne og senere når frem til havet omkring Island, Norge og Storbritannien.
- Længde 40-50 cm
- Vingefang 93-106 cm
- Levealder 25-30 år